# Tentamus Group
De Tentamus Group BV is een laboratorianetwerk met 65 leden. De hoofdkwartieren bevinden zich in Berlijn en München. De groep is een lid van de TIC-industrie, en biedt hulp met het geven van consultaties, tests, en labeling in de industrieën voor voedsel & voeder, farmaceutica, cosmetica, nutraceutica & voedingssupplementen, landbouw & milieu, en medische hulpmiddelen.

## Omschrijving
Tests die worden uitgevoerd op monsters zijn onder andere:
- Instrumentele analyse
- fysische chemie
- mechanismen en simulaties
- microbiologie
- moleculaire biologie
- sensorisch onderzoek[2]

Deze tests maken de Tentamus Groep een onderdeel van het voedselvoorzieningsketen, waar het product op zijn structuur en inhoud wordt getest. Potentiële gezondheidsrisico's zoals pathogenen en allergenen worden ook onderzocht, om schadelijke stoffen in eten te vermelden of voorkomen.

## Geschiedenis
De Tentamus Group werd in 2011 opgericht, toen bilacon BV zich in 2011 bij de groep aansloot. De eerste internationale uitbreiding vond in 2014 plaats, toen laboratoria in Spanje en de VS werden overgenomen. In 2015 vond de eerste uitbreiding in de Aziatische markt plaats, toen Tentamus Shanghai werd opgericht.
Sinds december 2019 heeft de Tentamus Group meer dan 65 leden. Deze leden zijn:
| Laboratorium                                    | Lid sinds | Land                | Sector                                 |
| ----------------------------------------------- | --------- | ------------------- | -------------------------------------- |
| bilacon                                         | 2011      | Duitsland           | Voedsel en Voeder                      |
| Quality Services International                  | 2012      | Duitsland           | Voedsel en Voeder                      |
| Lifeprint                                       | 2013      | Duitsland           | Voedsel en Voeder                      |
| Laboratorio Analítico Bioclínico (LAB)          | 2014      | Spanje              | Voedsel en Voeder                      |
| Columbia Food Laboratories                      | 2014      | VS                  | Voedsel en Voeder                      |
| BAV Institut für Hygiene und Qualitätssicherung | 2014      | Duitsland           | Voedsel en Voeder, Cosmetica           |
| Analytical Resource Laboratory (prev. ICL)      | 2015      | VS                  | Nutraceuticals en Voedingssupplementen |
| Quality Turnaround Service                      | 2015      | Verenigd Koninkrijk | Voedsel en Voeder                      |
| Tentamus Shanghai                               | 2015      | China               | Voedsel en Voeder, Farmaceutica        |
| Pixis Lab                                       | 2015      | VS                  | Voedsel en Voeder                      |
| Agriparadigma                                   | 2015      | Italië              | Voedsel en Voeder                      |
| Control Microbiologico S.L.                     | 2015      | Spanje              | Voedsel en Voeder                      |
| Analyst Research Laboratories                   | 2015      | Israel              | Farmaceutica                           |
| Food and Drug Analytical Services               | 2016      | Verenigd Koninkrijk | Farmaceutica                           |
| Helvic                                          | 2016      | Verenigd Koninkrijk | Farmaceutica                           |
| Tentamus North America                          | 2016      | VS                  | Voedsel en Voeder                      |
| BLS-Analytik                                    | 2016      | Duitsland           | Farmaceutica                           |
| Vela Labs                                       | 2016      | Oostenrijk          | Farmaceutica                           |
| aromaLAB                                        | 2016      | Duitsland           | Voedsel en Voeder                      |
| Kudam                                           | 2016      | Spanje              | Voedsel en Voeder                      |
| Miomedical Device Consultants and Laboratories  | 2016      | Duitsland           | Medische hulpmiddelen                  |
| Symbiotic Research                              | 2017      | VS                  | Agro-wetenschappen                     |
| Minerva Scientific                              | 2017      | Verenigd Koninkrijk | Voedsel en Voeder, Farmaceutica        |
| bilacon Rotterdam                               | 2017      | Nederland           | Voedsel en Voeder                      |
| Tello                                           | 2017      | Spanje              | Voedsel en Voeder                      |
| TÜV Rheinland Food China                        | 2017      | China               | Voedsel en Voeder                      |
| TÜV Rheinland Food Taiwan                       | 2017      | Taiwan              | Voedsel en Voeder                      |
| Tentacontrol (prev. Luxcontrol)                 | 2017      | Duitsland           | Inspectie en Certificatie              |
| Eurocontrol                                     | 2017      | Duitsland           | Inspectie en Certificatie              |
| Quant QS                                        | 2017      | Duitsland           | Raadplegingen                          |
| Adamson Analytical Laboratories                 | 2018      | VS                  | Voedsel en Voeder                      |
| almolab                                         | 2018      | Italië              | Voedsel en Voeder                      |
| Tentamedix (prev. Micromol)                     | 2018      | Duitsland           | Farmaceutica & Medische hulpmiddelen   |
| EPL Bio Analytical Services                     | 2018      | VS                  | Agro-wetenschappen                     |
| RenoLab                                         | 2018      | Italië              | Agro-wetenschappen                     |
| Laemme                                          | 2018      | Italië              | Voedsel en Voeder                      |
| Tentamus Helvetia                               | 2018      | Zwitserland         | Voedsel en Voeder                      |
| Southern Microbiological Services               | 2019      | Verenigd Koninkrijk | Voedsel en Voeder                      |
| Tentamus Japan                                  | 2019      | Japan               | Voedsel en Voeder                      |
| Isotope                                         | 2019      | Japan               | Voedsel en Voeder                      |
| One Scientific                                  | 2019      | Verenigd Koninkrijk | Voedsel en Voeder                      |
| American Testing Lab                            | 2019      | VS                  | Nutraceuticals en Voedingssupplementen |
| Labofine                                        | 2019      | Canada              | Nutraceuticals en Voedingssupplementen |
| Nova                                            | 2019      | VS                  | Voedsel en Voeder                      |
| Creamedix                                       | 2019      | Duitsland           | Farmaceutica en Medische hulpmiddelen  |
| DSI-Pharm (prev. Diapharm Analytics)            | 2019      | Duitsland           | Farmaceutica                           |
| Laboratorium für Betriebshygiene GmbH           | 2019      | Oostenrijk          | Farmaceutica                           |
| Megsan Diagnostic                               | 2019      | India               | Farmaceutica                           |
| bilacon Rheda-Wiedenbrück                       | 2019      | Duitsland           | Voedsel en Voeder                      |
| Agrolab RDS                                     | 2019      | Griekenland         | Voedsel en Voeder, Agro-wetenschappen  |
| Envirolab                                       | 2019      | Griekenland         | Voedsel en Voeder, Agro-wetenschappen  |
| Agrolab Cyprus                                  | 2019      | Cyprus              | Voedsel en Voeder, Agro-wetenschappen  |
| Agrolab Bulgaria                                | 2019      | Bulgarije           | Voedsel en Voeder, Agro-wetenschappen  |
| Agrolab Turkey                                  | 2019      | Turkije             | Voedsel en Voeder, Agro-wetenschappen  |

## Recente gebeurtenissen

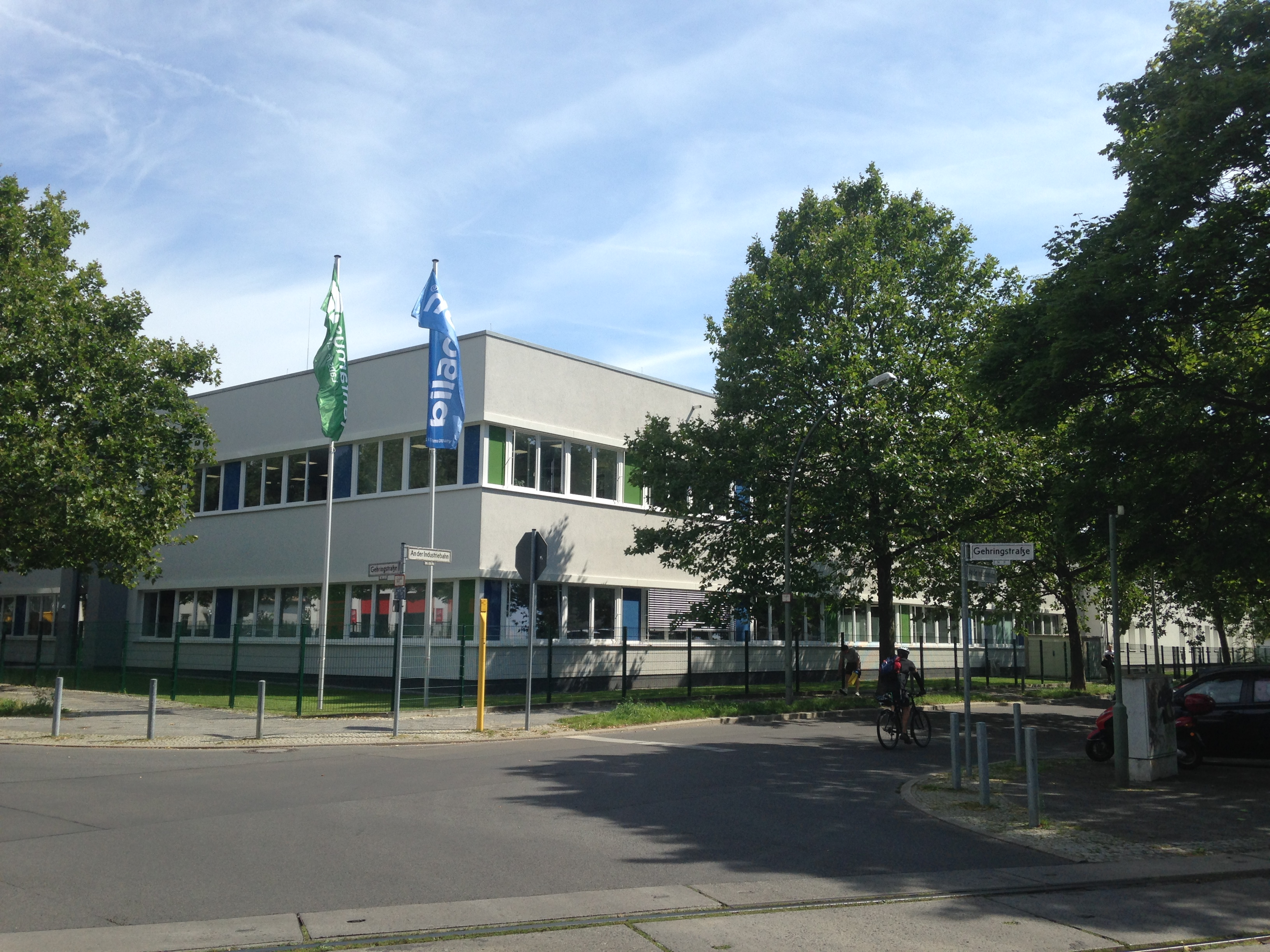
Hoofdkantoor van de Tentamus Group in Berlijn

De CEO's van de Tentamus Group zijn Dr. Jochen P. Zoller en Abgar Barseyten. In 2017 werd Abgar Barseyten door Forbes genoemd als een innovatieve oprichter waar men van kan leren.
Er werken momenteel 2.500 medewerkers bij Tentamus. Er worden per jaar 1.500.000 monsters getest in 65 laboratoria. Jaarlijks worden ook 15.000 inspecties ter plaatse uitgevoerd.
In 2018 verscheen Tentamus Group-lid QSI-Bremen in de Netflix-serie Rotten, seizoen 1 aflevering 1: “Lawyers, Weapons, and Honey“. Deze aflevering bracht de verdunning van honing met goedkope siropen aan het licht. In de documentare werd vermeld dat QSI-Bremen sinds de jaren 50 al honing test op kwaliteit en zuiverheid, en haar testmethodes over de jaren heeft verfijnd om de moderne methoden van voedselfraude bij te houden. In de documentaire legt QSI-manager Gudruk Beckh uit: „Zolang er geld kan worden verdiend, zal de fraude doorgaan“.